# Englischunterricht
Der Englischunterricht dient der Entwicklung der englischen Hörverstehens-, Hör-Seh-Verstehens-, Sprech-, Lese-, Schreib- und Sprachmittlungskompetenz. Auf höherem Niveau intendiert er traditionell besonders die Entwicklung der Fähigkeit, englischsprachige literarische Texte zu verstehen. Als Fremdsprachenunterricht umfasst er über die Beschäftigung mit Sprache und Literatur hinaus meist auch landeskundliche und interkulturelle Anteile.
Im muttersprachlichen Englischunterricht, wie er im englischen Sprachraum – also etwa in den Vereinigten Staaten, im Vereinigten Königreich, in Kanada, Australien, Neuseeland und Irland – die Regel ist, überwiegt die Arbeit mit literarischen Texten.

## Unterricht
Englischunterricht setzt inzwischen meist in der Grundschule an, woran dann in der Sekundarstufe I der klassische Englischunterricht meist ab Klasse 5 anschließt. In der gymnasialen Oberstufe wird Englisch als fortgeführte Fremdsprache unterrichtet. Der Unterricht zielt auf die Studierfähigkeit der Schülerinnen und Schüler, will einen Beitrag zur Berufsorientierung und vertieften Allgemeinbildung leisten und ist dabei auch der interkulturellen Handlungsfähigkeit verpflichtet.

## Wettbewerbe
Seit 2005 wird in Deutschland „The Big Challenge“ alljährlich als europaweiter Englischwettbewerb für Schülerinnen und Schüler der Klassen 5 bis 9 angeboten und durchgeführt. Bei einem Multiple-Choice-Quiz können Schülerinnen und Schüler ihre Sachkompetenzen bei Grammatik, Vokabeln, Aussprache und Landeskunde testen. Auch eine Teilnahme am Juvenes-Translatores-Wettbewerb der Europäischen Kommission bietet sich an.

## Geschichte des Englischunterrichts im deutschsprachigen Raum
Die Anfänge des formellen und institutionalisierten Englischunterrichts im deutschsprachigen Raum findet man bei den Ritterakademien, wo Sprachmeister vereinzelt neben Fechten oder Reiten auch Kenntnisse der englischen Sprache vermitteln.
Im 19. Jahrhundert findet man Englischunterricht dann auch an höheren Real- und Bürgerschulen. Ziel des Fremdsprachenunterrichts ist hier die geistige Bildung, weshalb vor allem die Beherrschung grammatischer Regeln im Vordergrund steht – ganz orientiert an den klassischen Sprachen Latein und Altgriechisch. Folglich dominiert auch bis in die Mitte des 20. Jahrhunderts die Grammatik-Übersetzungsmethode, bei der Schülerinnen und Schüler isolierte grammatische Mustersätze ins Englische übersetzen bzw. englische Sätze ins Deutsche übertragen. Unterstützt wird dieser methodische Zugriff durch das Auswendiglernen grammatischer Regeln.
Eine Reformbewegung setzt erst gegen Ende des 19. Jahrhunderts ein; als prominente Vertreter seien hier Wilhelm Viëtor mit seiner Schrift „Der Sprachunterricht muß umkehren!“ 1882 und Gustav Wendt mit seinen „Wiener Thesen“ auf dem Allgemeinen Deutschen Neuphilologentag in Wien 1898 benannt. Sie stören sich vornehmlich an der Grammatik-Übersetzungsmethode und betonen die praktische Anwendbarkeit des gelernten Englischs. Sie wollen Englisch als Unterrichtssprache etablieren, induktiven Grammatikunterricht, Unterstützung durch eine Lautschrift und durch die Einführung von Unterrichtslektüren eine Kontextualisierung von Sprache erreichen. Durch die Vermittlung von Kenntnissen über fremde, englischsprachige Länder wird bei Schülerinnen und Schülern im Sinne einer Realienkunde ein enzyklopädisches Wissen aufgebaut.

## Fachzeitschriften
Die Fachzeitschriften Unterricht Englisch aus dem Friedrich Verlag und Praxis Englisch aus dem Westermann Verlag richten sich an Englischlehrkräfte mit der Zielsetzung, diese bei ihrer Unterrichtsvorbereitung durch theoretische Beiträge, durch Unterrichts- und Stundenentwürfe sowie durch pädagogisch-didaktische Impulse bis hin zu Rezensionen zu unterstützen. Mit der Reihe EinFach Englisch gibt es eine Reihe mit Unterrichtsmodellen aus dem Verlag der Westermann Gruppe.